# Jens Immanuelsen
Jens Immanuelsen (* 1. Juli 1960 in Kangersuatsiaq) ist ein grönländischer Politiker (Siumut).

## Leben

### Frühes Leben
Jens Immanuelsen wurde als Sohn von Pele und Susanne Immanuelsen geboren. Er ist verheiratet mit Evnike Kleemann.
Er arbeitete nach dem Schulabschluss zuerst ab 1979 als Lagerhelfer für Den Kongelige Grønlandske Handel in Upernavik zu arbeiten. 1988 wurde er zum Assistenten befördert. Ab 1992 war er Oberassistent bei KNI.

### Politikkarriere in der Atassut
1991 kandidierte Jens Immanuelsen als Stellvertreter bei der Parlamentswahl 1991 für die Atassut. 1993 wurde er in den Rat der Gemeinde Upernavik gewählt und zugleich 2. Vizebürgermeister. Bei dieser Wahl war er parteiübergreifend der einzige Kandidat der gesamten Gemeinde, der mehr als 100 Stimmen erhielt. Bei der Parlamentswahl 1995 erhielt er die meisten Stimmen aller Kandidaten in seinem Wahlkreis, allerdings gewann die Siumut mit Niels Mattaaq das Kreismandat. Bei der Kommunalwahl 1997 wurde er schließlich erster Bürgermeister der Gemeinde Upernavik. Auch bei dieser Wahl war er der Kandidat mit den meisten Stimmen der Gemeinde. Bei den Kommunalwahlen 2001 und 2005 wurde er jeweils als Bürgermeister bestätigt. Nachdem er bei 2002 nicht kandidiert hatte, trat er bei der Parlamentswahl 2005 an, wurde aber nicht gewählt. Bei der Kommunalwahl 2008 erreichte er nur den zweiten Nachrückerplatz für die neugegründete Qaasuitsup Kommunia und verlor seinen Bürgermeisterposten.

### Politikkarriere in der Siumut
Bei der Parlamentswahl 2009 kandidierte er erstmals für die Siumut und erreichte er den ersten Nachrückerplatz der Partei. Von dort aus wurde er zwischen 2009 und 2012 mehrfach Mitglied im Inatsisartut. Bei der Wahl 2013 wurde Jens Immanuelsen erstmals direkt ins Inatsisartut gewählt. Bei der Kommunalwahl im selben Jahr gelang ihm der Einzug in den Rat der Qaasuitsup Kommunia. Bei der Parlamentswahl 2014 wurde er wiedergewählt. Bei der Kommunalwahl 2017 wurde er erfolgreich in den Rat der neuen Avannaata Kommunia gewählt. Bei der Parlamentswahl 2018 konnte erhielt er nur noch 99 Stimmen und verpasste einen Parlamentssitz deutlich.
Im April 2019 wurde er jedoch als Nachfolger von Nikolaj Jeremiassen, der infolge eines Misstrauensvotums zurückgetreten war, zum Minister für Fischerei, Jagd und Landwirtschaft im Kabinett Kielsen V ernannt. Im Februar 2020 erklärte der Vorsitzende des Fischereiausschusses, Henrik Fleischer, dass der Ausschuss kein Vertrauen mehr in den Minister hätte. Er warf Jens Immanuelsen Geheimniskrämerei und einen diktatorischen Arbeitsstil vor. Der restlichen Mitglieder des Fischereiausschusses äußerten sich nicht zur Angelegenheit. Henrik Fleischer wurde daraufhin die Parteimitgliedschaft in der Siumut entzogen, aber nach zwei Tagen begnadigt und er zog die Erklärung zurück. Ende Mai 2020 gab der Fischereiausschuss diesmal geschlossen bekannt, dass man kein Vertrauen mehr in Jens Immanuelsen hätte. Diesmal hieß es, dass der Minister nicht mit dem Ausschuss zusammenarbeiten würde und der Ausschuss von ihm bedroht worden sei. Während der laufenden Parlamentssitzung beantragte die Partii Naleraq ein Misstrauensvotum, das mit 10 zu 8 Stimmen abgelehnt wurde. Dabei stimmte die Opposition geschlossen gegen Jens Immanuelsen, während Erik Jensen und Steen Lynge trotz ihrer Mitgliedschaft im Fischereiausschuss den Minister stützten. Henrik Fleischer enthielt sich.
Sowohl bei der Parlamentswahl 2021 als auch bei der zeitgleich stattfindenden Kommunalwahl kandidierte er nicht erneut für ein politisches Amt.
Am 3. Dezember 2007 erhielt er für seine Bürgermeistertätigkeit den Nersornaat in Silber.